# Франсіско Фонсека
Хосе Франсіско «Кікін» Фонсека Гузман (ісп. José Francisco "Kikin" Fonseca Guzmán, нар. 2 жовтня 1979, Леон) — мексиканський футболіст, що грав на позиції нападника.
Виступав, зокрема, за клуб «УНАМ Пумас», а також національну збірну Мексики.

## Клубна кар'єра
У дорослому футболі дебютував 2001 року виступами за команду клубу «Ребозерос», у якій провів один сезон, взявши участь у 28 матчах чемпіонату.
Своєю грою за цю команду привернув увагу представників тренерського штабу клубу «УНАМ Пумас», до складу якого приєднався 2002 року. Відіграв за команду з Мехіко наступні три сезони своєї ігрової кар'єри. Більшість часу, проведеного у складі «УНАМ Пумас», був основним гравцем атакувальної ланки команди.
Згодом з 2005 по 2014 рік грав у складі команд клубів «Крус Асуль», «Бенфіка», «УАНЛ Тигрес» та «Атланте».
Завершив професійну ігрову кар'єру у клубі «Сантос де Гвапілес», за команду якого виступав протягом 2014—2015 років.

## Виступи за збірну
2004 року дебютував в офіційних матчах у складі національної збірної Мексики. Протягом кар'єри у національній команді, яка тривала 5 років, провів у формі головної команди країни 43 матчі, забивши 21 гол.
У складі збірної був учасником розіграшу Кубка конфедерацій 2005 року у Німеччині, чемпіонату світу 2006 року у Німеччині, розіграшу Золотого кубка КОНКАКАФ 2007 року у США, де разом з командою здобув «срібло».

## Титули і досягнення
- Срібний призер Золотого кубка КОНКАКАФ: 2007